# 布莱克摩尔之夜
布莱克摩尔之夜 （英语: Blackmore's Night）是一支来自英国的中世纪音乐以及民谣摇滚乐队。成立于1997年，主要成员包括瑞奇·布萊克摩爾（曼陀、曼陀林、手搖琴、尼古赫帕琴、原声吉他和电吉他）和坎蒂丝·奈特（主唱、作词人和木管乐器）。著名歌曲有《Under A Violet Moon》、《Home Again》、《Dancer and the Moon》等。
多年来，他们的阵容经历了一系列变化；布莱克摩尔和奈特是仅有的两名固定成员。他们已经发行了11张录音室专辑。他们早期发行的作品大多使用古朴简单的中世纪乐器，模仿凯尔特民谣，但乐队后来开始使用更多的电吉他等现代乐器，加入了更多摇滚元素。

## 唱片发行
- Shadow of the Moon (月影) - 1997

- Under a Violet Moon (紫罗兰月光下) - 1999

- Fires at Midnight (午夜之火) - 2001

- Ghost of a Rose (玫瑰幽灵) - 2003

- The Village Lanterne (村庄的灯笼) - 2006

- Winter Carols (冬日颂歌) - 2006

- Secret Voyage (秘密航行) - 2008

- Autumn Sky (秋日天空) - 2010

- Dancer and the Moon (舞者与月亮) - 2013

- All Our Yesterdays (往昔岁月) - 2015

- Nature's Light (自然之光) - 2021[3]

## 个人生活
2008年10月5日，奈特和布莱克摩尔在一起19年后结婚。这是布莱克摩尔的第四次婚姻，也是奈特的第一次婚姻。